# Olena Zelenska
Olena Volodymyrivna Zelenska (ukrainska: Олена Володимирівна Зеленська), född Kijasjko  (Кіяшко) den 6 februari 1978 i Kryvyj Rih i dåvarande Ukrainska SSR, är en ukrainsk manusförfattare. Hon är sedan 2019, i egenskap av maka till president Volodymyr Zelenskyj, Ukrainas första dam.

## Biografi
Zelenskas mor var ingenjör och chef på ett byggbolag i hemstaden Kryvyj Rih, och fadern var lärare på en teknisk skola. Olena är enda barnet (liksom maken Volodymyr Zelenskyj). Hon växte upp i en ryskspråkig familj och lärde sig ukrainska senare. Under uppväxten lyssnade hon på musikgrupper som Aerosmith och The Beatles.
På universitetet i Kryvyj Rih tog Zelenska examen i arkitektur, men hon har under sitt yrkesliv huvudsakligen varit verksam som manusförfattare inom satir och komedi. Hon arbetade för produktionsbolaget Kvartal 95 samtidigt som Zelenskyj, liksom flera av Zelenskyjs nära medarbetare. Kvartal 95 är ett av det största produktionsbolagen i ett post-sovjetiskt dotterland och grundades av Zelenskyj och Zelenska. Bolaget fick namn efter det distrikt i staden där de båda växte upp.
Som första dam har Zelenska sedan 2019 verkat för bättre skolmat i landets skolor, liksom i jämställdhetsfrågor. Hon har också verkat för ökad synlighet för det ukrainska språket, genom att översätta ljudguider vid betydande museer i världen.

### Ukrainas första dam

#### Sociala initiativ före den fullskaliga invasionen

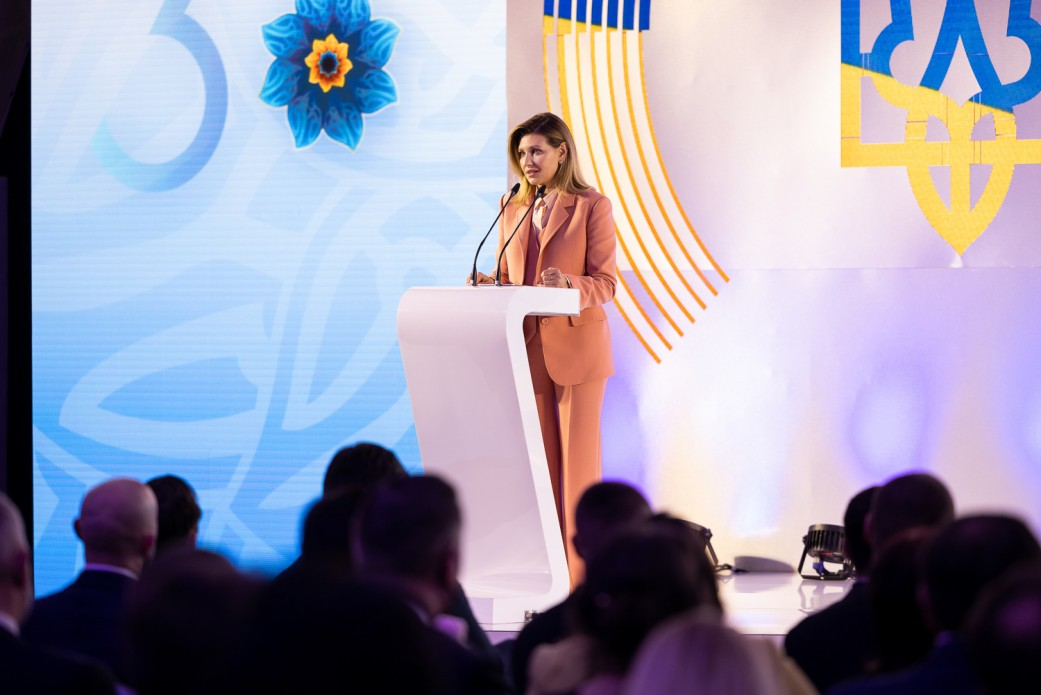
Olena Zelenska håller tal vid den årliga konferensen för Ukrainas ambassadörer

Den 23 augusti 2021 ägde det första toppmötet i Kiev för första damer och herrar rum i Kiev på initiativ av Olena Zelenska. Elva första damer från olika länder deltog i evenemanget. Det huvudsakliga diskussionsämnet var verkligheten efter covid. I slutet av evenemanget antog deltagarna en gemensam deklaration. 
Syftet med toppmötena är att de första damerna och herrarna ska träffas för att skapa en internationell plattform där de kan dela erfarenheter och genomföra gemensamma projekt för människors välbefinnande i världen; diskutera de nuvarande problemen och aktiviteterna och göra varje första dam och herre mer inflytelserik.

#### Aktiviteter efter den ryska invasionen
Efter den ryska invasionen av Ukraina 2022 beskrevs Zelenska som Rysslands mål nummer två. I mitten av mars vistades hon på okänd ort i Ukraina. Hon gjorde ett uttalande om de barn som hade dödats under invasionen. Under kriget har hennes insatser inriktats på humanitärt bistånd, särskilt evakueringen av barn med funktionsnedsättning genom Polen och import av inkubatorer till sjukhus i krigsområden. Zelenska gjorde sitt första offentliga framträdande sedan Rysslands invasion i ett möte den 8 maj 2022 med Jill Biden i Uzhhorod. Bidens resa till Ukraina sammanföll med Mors dag och firades i USA och i Ukraina, men avslöjades inte i förväg.
På initiativ av Zelenska har projekt inom medicinområdet utvecklats: evakuering av barn med svåra cancersjukdomar utomlands med fortsatt behandling där, och utrustning för barnsjukhus, i synnerhet kuvöser för nyfödda.
Inom den humanitära sfären ser Olena Zelenska till att föräldralösa barn skickas utomlands för en längre tid. Hon övervakar också humanitärt bistånd till barnhem, att stora familjer och äldre människor som har stannat kvar och bor i de befriade områdena kan behålla kontakten med hemlandet. Hon har även initierat projektet "Böcker utan gränser”:. 260 000 böcker på ukrainska för barn som lämnat sina hem på grund av den ryska aggressionen och funnit sin tillflykt i 20 länder.
Projektet "Ukrainian bookshelf" genomförs under Zelenskas beskydd och distribuerar ukrainsk litteratur och översättningar till världens ledande bibliotek. Över 20 länder har redan anslutit sig.
I "Barrier-Free Handbook" som lanserades av Zelenska, har ett nytt kapitel skapats med krigstidstips och instruktioner för familjer med funktionshinder, äldre och deras anhöriga, personer med funktionshinder.
I maj 2022 initierade Olena Zelenska skapandet av ett nationellt program för psykisk hälsa och psykosocialt stöd. Programmet är utformat för att hjälpa ukrainare att klara krigstrauman.

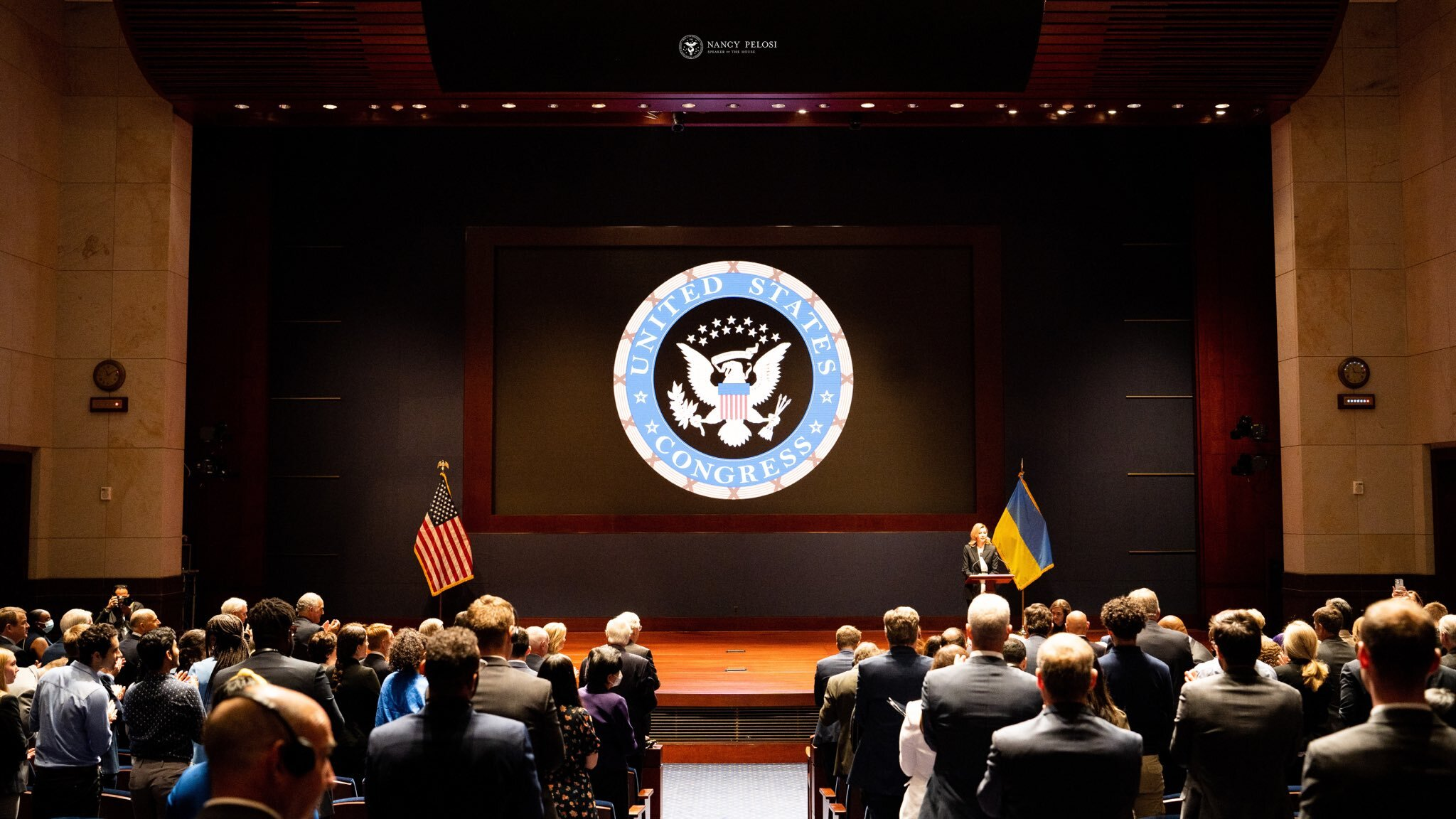
Olena Zelenska under ett tal till USA:s kongress

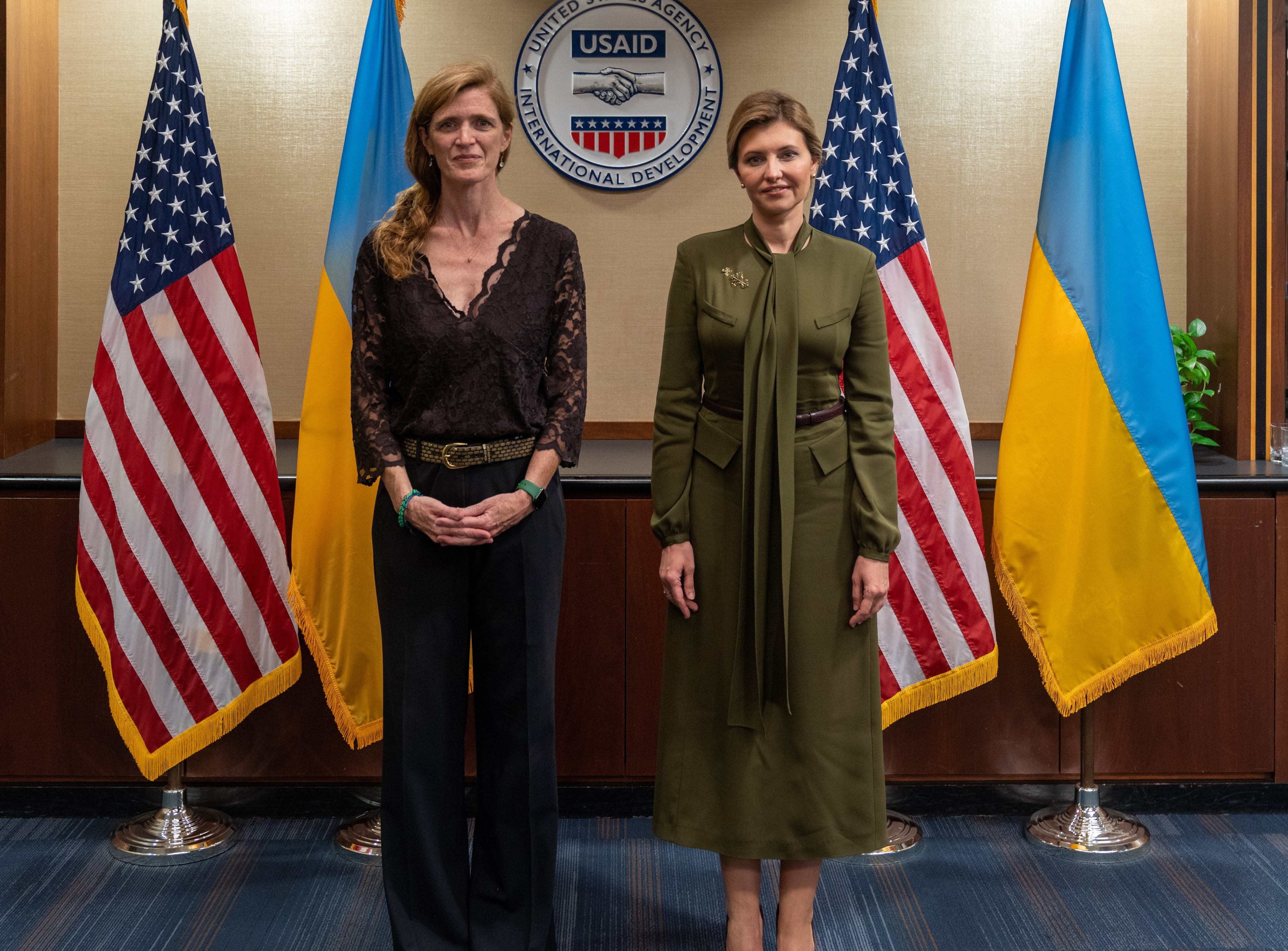
USAID-administratören Samantha Power och Olena Zelenska på USAID:s huvudkontor 2022

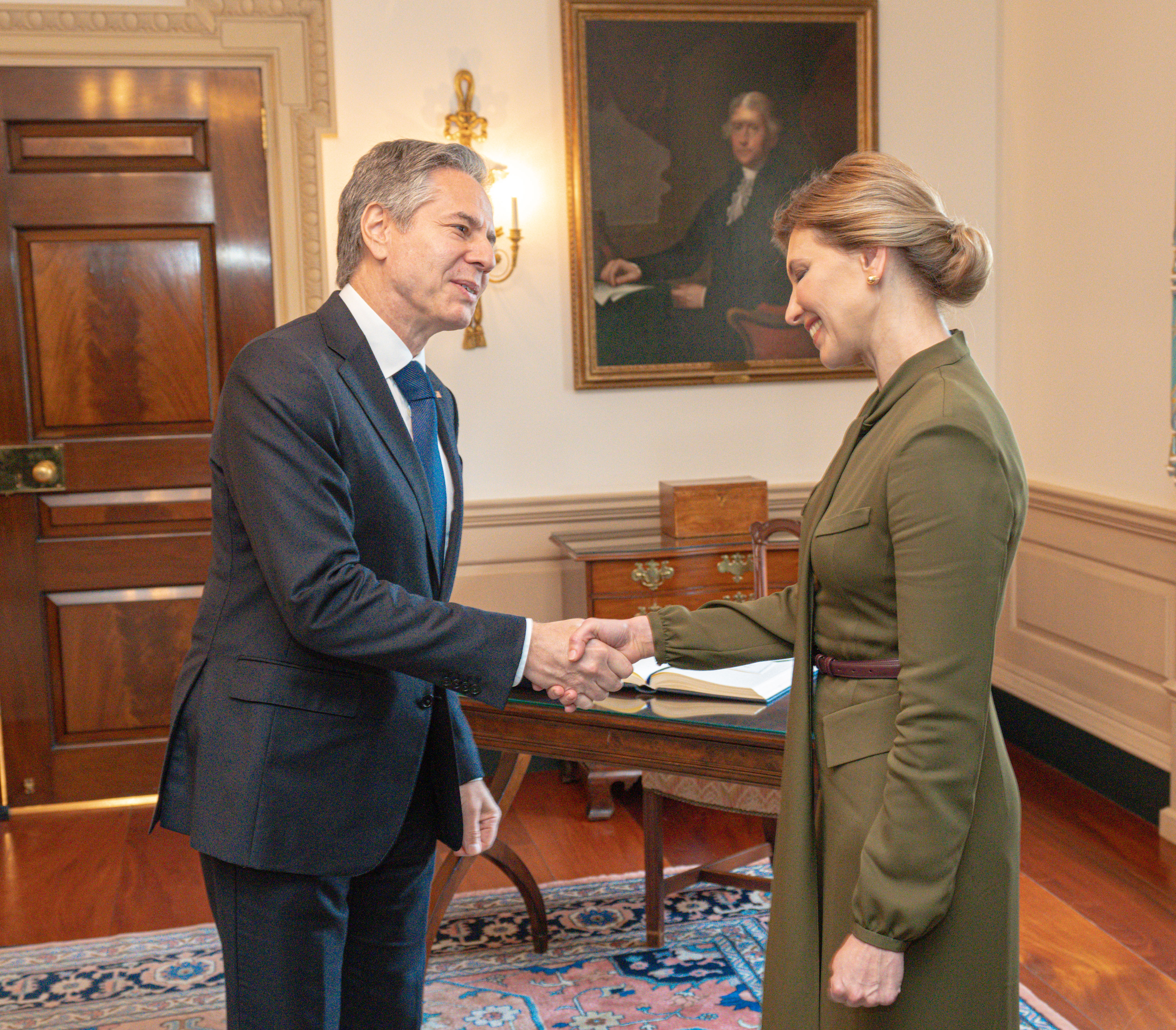
Zelenskas möte med USA:s utrikesminister Antony Blinken in 2022

Den 19 juli 2022 besökte Zelenska USA. Först träffade Zelenska USA:s utrikesminister Antony Blinken och Samantha Power, administratören för United States Agency for International Development. Dagen därpå mötte hon USA:s första dam, Jill Biden, i Vita huset. Zelenska träffade även USA:s president Joe Biden och vicepresident Kamala Harris på Vita husets veranda. 
Zelenska talade också till den amerikanska kongressen under den andra dagen av sitt besök, och blev den första First Lady i ett annat land som framträdde inför den amerikanska kongressen. Hon efterlyste mer militär hjälp till de ukrainska väpnade styrkorna för att skydda landet från den ryska invasionen.
Zelenska tillägnade början av sitt tal åt de familjer och barn som påverkades av den ryska invasionen av Ukraina 2022.  En av bilderna var av den fyraåriga Liza Dmitriva, som dödades i ett flyganfall i staden Vinnytsia i Ukrainas västra del. Zelenska visade också foton och videor av offren för attacken mot köpcentret Kremenchuk och många andra offer för den ryska invasionen.
| ” | Jag vädjar till er för dem som har dödats, för dem som har förlorat sina armar och ben, för dem som fortfarande lever och mår bra och för dem som väntar på att deras familjer ska komma tillbaka. Jag ber nu om något jag aldrig skulle vilja göra. Jag ber om vapen. Vapen som inte ska användas för att föra ett krig mot någon annan, utan för att skydda hem och rätten att vakna upp levande i det hemmet. | „ |

Under resan tog Zelenska också emot Dissident Human Rights Award vid Victims of Communism Memorial i Washington, D.C. på uppdrag av hela det ukrainska folket.
Den 23 juli var Ukraina värd för det andra toppmötet för första damer och herrar tillägnat efterkrigstidens återuppbyggnad av landet. Evenemanget var planerat att hållas i form av en teleförbindelse mellan olika länder i världen. Under toppmötet tillkännagavs en insamling för ambulansfordon av C-typ. Totalt insamlades 6,4 miljoner dollar, vilket möjliggjorde inköpandet av 84 ambulansfordon till Ukrainas hälsoministerium. Fordonen är utrustade med allt som behövs för att snabbt och säkert transportera allvarligt skadade till sjukhus.
I september 2022 var Zelenska  inbjuden till Ursula von der Leyens tredje tal om tillståndet i unionen, där EU-kommissionens ordförande hyllade hennes mod under kriget i Ukraina.
Den 19 september 2022 deltog Zelenska i drottning Elizabeth II:s begravning i London och representerade alla ukrainare. 
Den 2 oktober 2022 besökte Zelenska Turkiet, där hon diskuterade evakueringen av ukrainska föräldralösa barn till Turkiet med den turkiska första damen Emine Erdoğan, träffade den ekumeniske   patriarken av Konstantinopel Bartolomaios I och lanserade den ukrainska korvetten Hetman Ivan Mazepa.
I sociala medier och flera nyhetskanaler i Frankrike påstods att Zelenska hade spenderat över 40 000 euro under en shoppingrunda i Paris vid sitt besök i december, men dessa påståenden visade sig vara falska och spridda av proryska medier.

### Olena Zelenska Foundation

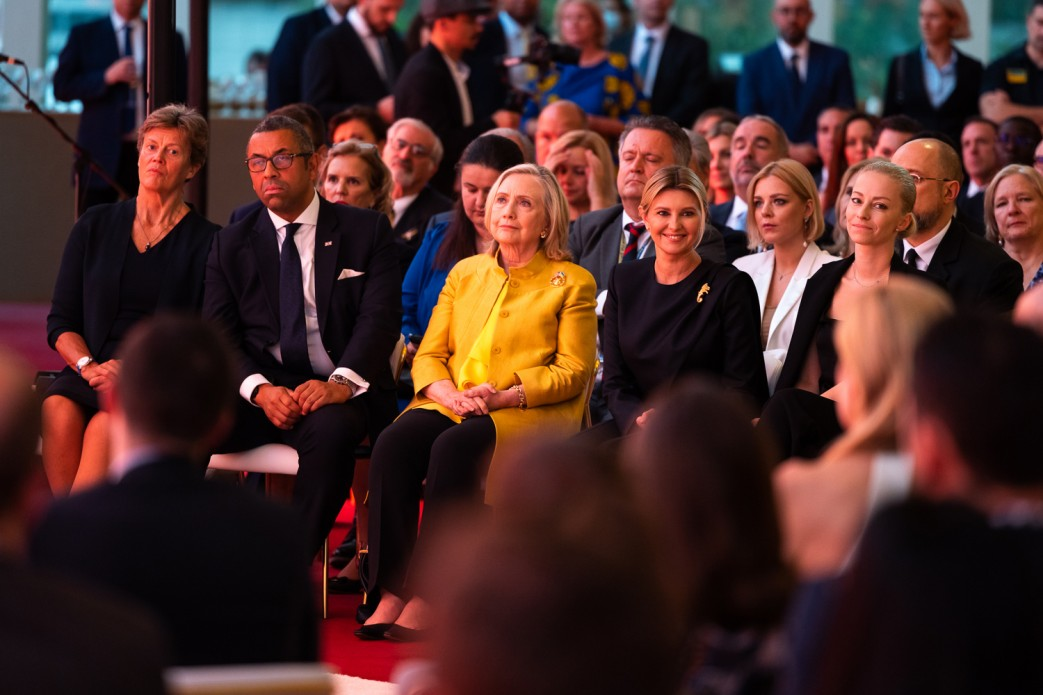
Hillary Clinton och Olena Zelenska under presentationen av stiftelsen

Den 22 september 2022 presenterade Olena Zelenska sin stiftelse vid en välgörenhetskväll i New York under FN:s 77:e generalförsamling.
Stiftelsens primära mål är att återställa Ukrainas mänskliga kapital så att varje ukrainare kan känna sig fysiskt och mentalt frisk, skyddad och kan använda sin rätt till utbildning, arbete och skapa en framtid i Ukraina. Stiftelsen har tre huvudinriktningar: medicin, utbildning och humanitärt bistånd. Inom dessa områden kommer man att ge riktat stöd, investera i att återuppbygga förskolor och skolor, utbildningsinstitutioner, polikliniker och öppenvårdsmottagningar samt ge bidrag till utbildning och vetenskaplig utveckling. Stiftelsen ser utländskt företag och andra internationella stiftelser som sina viktigaste partner och bidragsgivare.

### Utmärkelser
Den 6 december 2022 mottog Zelenska Hillary Rodham Clinton Awards, som årligen delas ut av Georgetown Institute for Women, Peace and Security för exceptionellt ledarskap genom att erkänna det exceptionella ledarskapet att främja kvinnors rättigheter och skapa en fredligare och säkrare värld för alla.
Olena Zelenska hedrades som en av BBC 100 Women i december 2022.